# چاتکال
چتکل (به ازبکی: Chatqol، چتقال. به قرقیزی:Чаткал، چاتقال) یک رود در ازبکستان و قرقیزستان است که در استان جلال‌آباد واقع شده‌است.